# 鶴岡公園

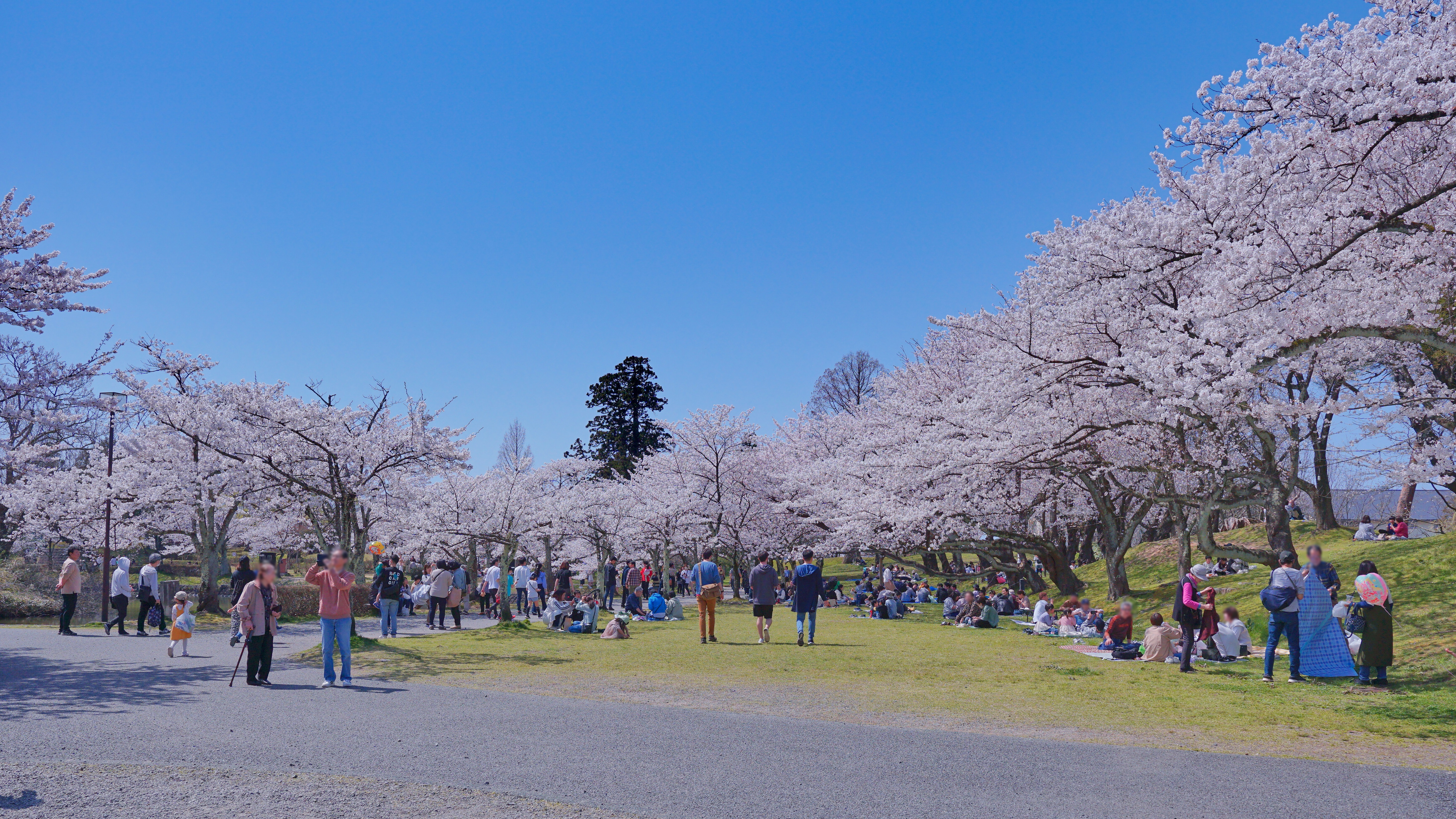
サクラの時期の鶴岡公園

鶴岡公園（つるおかこうえん）は、山形県鶴岡市にある公園。
山形県随一の桜の名所として知られ、日本さくら名所100選、また日本の歴史公園100選にも選定されている。
都市公園法における総合公園として鶴岡市が設置している。開設面積は11.97ha。

## 概要

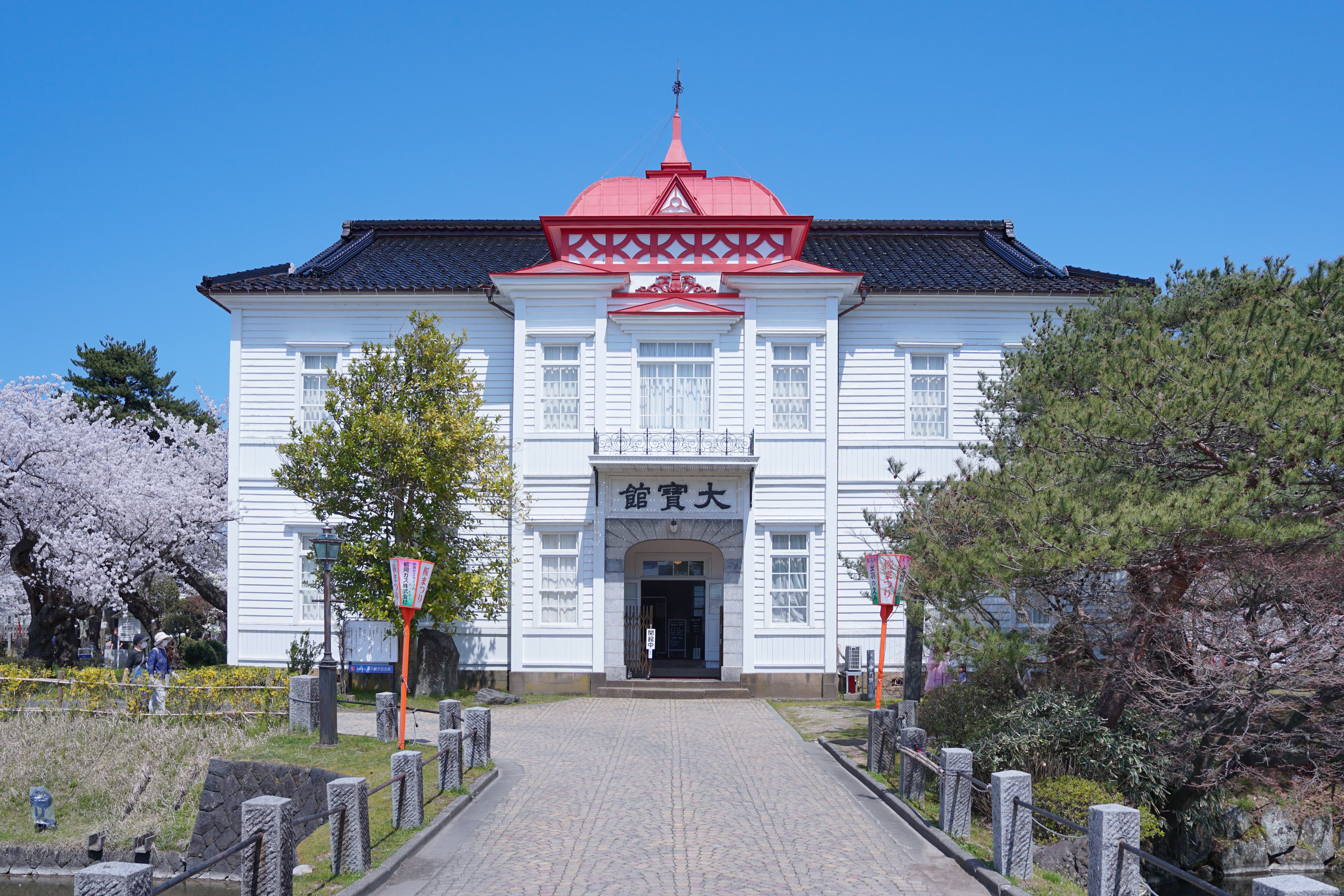
大正4年完成の大宝館は鶴岡市指定有形文化財で、現在は鶴岡市の郷土人物資料展示施設。

1875年、鶴ヶ岡城の跡地につくられた城址公園で、敷地内には堀や石垣、樹齢数百年の老杉などがある。藤沢周平の「海坂藩」の舞台にもなっている。
園内には、廃藩置県後の廃城・解体のときに、そのまま残された御城稲荷神社、本丸跡に1877年創建された荘内神社および神社本殿の隣に1998年に開館した藩主・酒井家ゆかりの品々や、雛人形（古典雛）、武者人形など貴重な歴史資料を展示する宝物殿、1928年に創建の戊辰戦争や西南戦争、第二次世界大戦等で散った英霊を祀る鶴岡護国神社のほか、郷土出身の偉人を顕彰する大宝館も立地する。
2000年代に入り、鶴岡市による歴史や芸術さらに学術施設等の集積を図り、市中心部の活性化を目指す方針に沿って、2001年5月、公園一角にあった鶴岡市野球場跡地に鶴岡タウンキャンパス（慶應義塾大学先端生命科学研究所、致道ライブラリー、東北公益文科大学大学院）、2005年8月には旧中央児童館跡地に芸術文化施設である鶴岡アートフォーラム、さらに2010年4月には、大宝館の隣に鶴岡市立藤沢周平記念館がそれぞれ整備された。加えて藩政時代の百間堀を偲ばせる新百間堀が鶴岡タウンキャンパスが開所の際に、同キャンパスの設計あたった日本設計の工法によって再現されお目見えした。

## 周辺の施設
| - 致道博物館 - 庄内藩校致道館 - 旧風間家住宅丙申堂、別邸無量光苑釈迦堂 - 鶴岡カトリック教会天主堂 | - 鶴岡市役所 - 鶴岡市文化会館 |

## アクセス
- 鶴岡駅よりバスで約10分